# Scenariul ucigaș
Scenariul ucigaș (Wes Craven's New Nightmare) este un film de groază din 1994 din regizat de Wes Craven.

## Actori
- Heather Langenkamp în rolul său și ca Nancy Thompson
- Robert Englund în rolul său și ca Freddy Krueger
- Miko Hughes este Dylan Porter
- Tracy Middendorf este Julie
- Freddy Krueger în rolul său
- David Newsom este Chase Porter
- Fran Bennett este Dr. Christine Heffner
- John Saxon în rolul său și ca Lt. Donald Thompson
- Wes Craven în rolul său